# Marktl

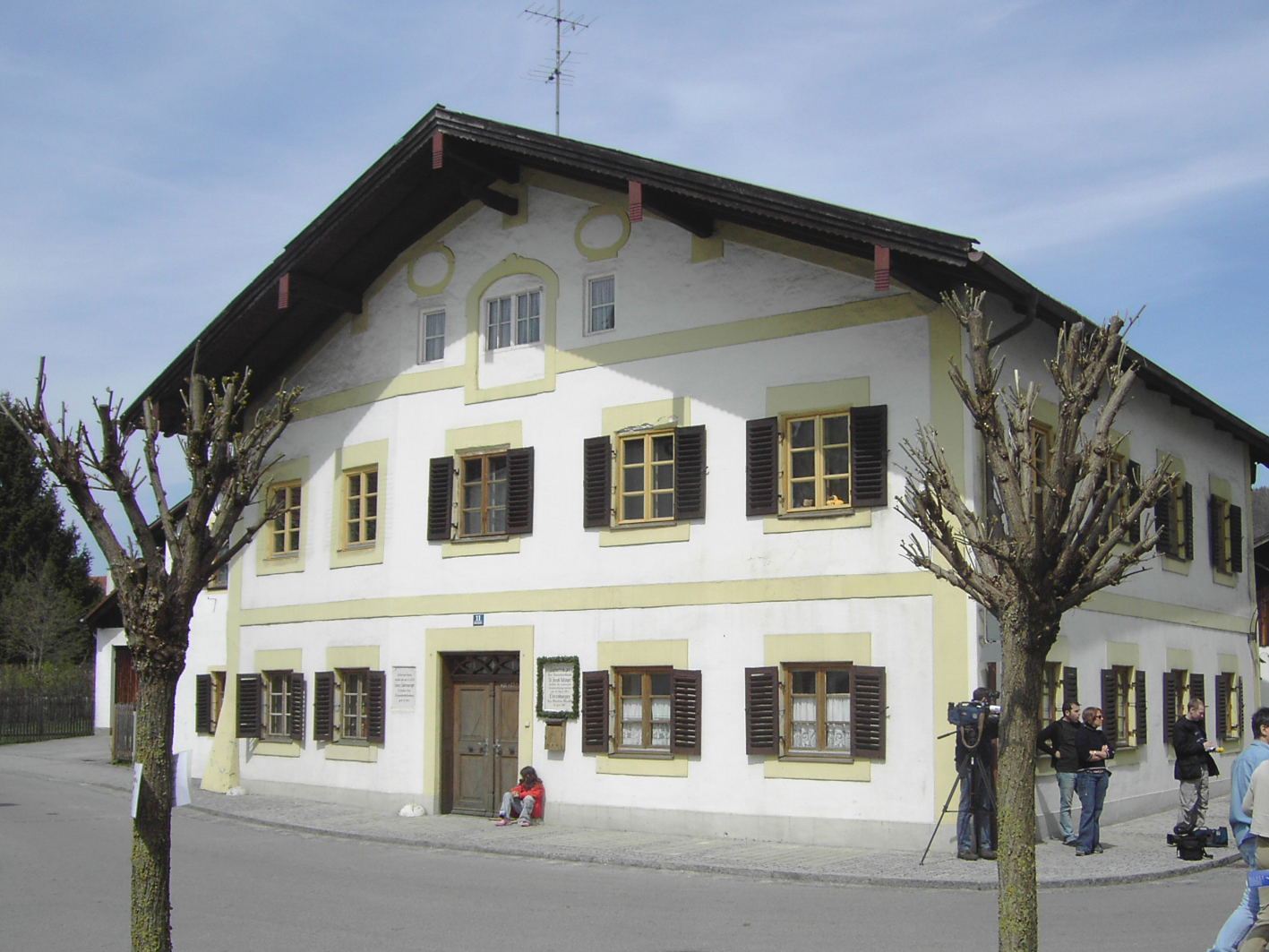
Casa onde Joseph Ratzinger nasceu em 1927, Marktl am Inn no sudeste da Baviera

Marktl am Inn é um município alemão do estado da Baviera, na beira do Inn, perto da fronteira austríaca, que tem 2 700 habitantes. Ela se situa no Kreis (comarca) de Altötting, na Alta Baviera. É local que, em 16 de abril de 1927, nasceu o Papa Bento XVI, que ali viveu somente por dois anos.